# 옻나무과
옻나무과(---科, 학명: Anacardiaceae 아나카르디아케아이[*])는 무환자나무목의 과이다. 82개 속을 포함하고 있고, 핵과 형태의 열매를 맺는다. 일부 종은 자극성의 우루시올을 만든다. 이 과에 속하는 종들은 망고, 붉나무, 안개나무, 옻나무, 개옻나무, 캐슈나무 등이다.

## 하위 분류
- 스폰디아스아과(Spondiadoideae Kunth ex Arn.)
- 옻나무아과(Anacardioideae Takht.)